# Kanashimi no Beradonna
Kanashimi no Beradonna (哀しみのベラドンナ, Belladonna of Sadness) és una pel·lícula d'anime per adults surrealista art i assaig del 1973 produïda per l'estudi d'animació Mushi Production i distribuïda per Nippon Herald Films. És la tercera i última entrada de la trilogia dAnimerama orientada a adults de Mushi Production, després de Senya Ichiya Monogatari (1969) i Kureopatora (1970). Segueix la història de Jeanne, una camperola que fa un faustià pacte amb el diable després de ser segrestada per la noblesa local la nit del dia del seu casament.
Tot i que el seu llançament inicial va ser un fracàs comercial i va provocar la fallida de l'estudi, la pel·lícula es va considerar una pel·lícula de culte en anys posteriors. Destaca per les seves imatges eròtiques, religioses, violentes i psicodèliques, amb els seus temes que aborden la misogínia , opressió feudal, depravació moral, rebel·lió i caça de bruixes.

## Argument
Jeanne i Jean són nuvis en un poble rural de la França medieval. La nit de noces de Jeanne, és brutalment violada en grup en un ritual de desfloració pel baró local i els seus cortesans. Ella torna a en Jean aterrida, i ell intenta calmar-la dient que poden començar de nou a partir d'aquest moment. Poc després d'abraçar-se, però, Jean estranya Jeanne fins a un estat d'inconsciència. Consternat i avergonyit, fuig fora de casa seva.
Aquella nit, Jeanne comença a veure visions d'un esperit de cap fàl·lic que li promet el seu poder. L'esperit li diu que la va sentir demanant ajuda i que pot créixer tan gran i poderós com ella vulgui. Com a resultat, la fortuna de la parella augmenta fins i tot quan la fam afecta el poble, i el baró augmenta els impostos per finançar el seu esforç de guerra. Abans esgotat per la seva vida de treball domèstic, Jean és elevat al paper de recaptador d'impostos, però el baró talla la mà de Jean com a càstig quan no pot treure prou diners del poble, deixant-lo miserable i borratxo.
L'esperit visita Jeanne una vegada més (ha crescut) i la segresta a canvi de més riqueses. Encara que sotmet el seu cos, testimonia que la seva ànima encara pertany a Jean i Déu. Poc després, Jeanne pren un gran préstec d'un usurer i es dedica al mateix ofici, convertint-se finalment en el veritable poder del poble. El baró torna victoriós de la seva guerra, i la seva dona, envejosaa del respecte i l'admiració que rep Jeanne, l'anomena bruixa i fa girar els vilatans contra ella. Fugint de la turba, Jeanne intenta tornar a casa, però ell es nega a obrir la porta i ella és agredida.
Aquell vespre, quan els soldats vénen a arrestar-la, ella fuig al bosc proper. Allí, finalment fa un pacte amb l'esperit, que es revela com el Diable. Se li atorguen poders màgics, i torna per trobar que el poble ha estat infectat amb la pesta bubònica. Jeanne utilitza els seus poders per crear una cura per a la malaltia, i el poble acudeix a ella per demanar ajuda. Havent-se guanyat el seu favor, Jeanne presideix els ritus orgiastics entre els vilatans.
Un patge que s'enamora de la dona del baró demana a Jeanne que l'ajudi a seduir-la. Ella li dóna una poció d'amor que fa que la dona del baró accepti els seus avenços, però el baró atrapa la seva dona dormint amb el patge i els mata a tots dos. Pertorbat pel poder de Jeanne, el baró envia Jean a convidar-la a una reunió. La parella es reconcilia i Jeanne accepta la invitació. A canvi de compartir la seva cura per a la pesta, el baró s'ofereix a convertir Jeanne en el segon noble més alt del país, però ella es nega, dient que vol fer-se càrrec del món sencer.
Enfadat per la seva negativa, el baró ordena a Jeanne que es cremi a la foguera. Jean és assassinat pels soldats del baró quan intenta prendre represàlies, cosa que enfada els vilatans. Quan Jeanne és cremada, les cares de les vilatanes es transformen en les de Jeanne, complint l'advertència d'un sacerdot que si es crema una bruixa mentre el seu orgull està intacte, la seva ànima sobreviurà i s'estendrà per influir en tots els que l'envolten. Segles més tard, la influència de l'esperit de Jeanne va iniciar la Revolució Francesa.

## Repartiment
- Aiko Nagayama com a Jeanne
- Katsutaka Ito com a Jean
- Tatsuya Nakadai com el Diable
- Masaya Takahashi com a Milord
- Shigako Shimegi com a Milady
- Masakane Yonekura com a sacerdot catòlic
- Chinatsu Nakayama com a narrador

## Producció i llançament
Belladonna of Sadness està dirigida i coescrita per Eiichi Yamamoto i està inspirada en el llibre de Jules Michelet de 1862 no ficció La Sorcière. És l'única pel·lícula de la trilogia Animerama que no ha estat escrita ni codirigida per Osamu Tezuka (va marxar durant les primeres etapes de la pel·lícula el 1971 per concentrar-se en el seu manga, i la seva contribució a l'etapa conceptual no està acreditada). Belladonna també té un to més seriós que les dues primeres pel·lícules d'Animerama, més còmiques. Segons Jason DeMarco de Paste Magazine, les seves imatges consisteixen principalment en pintures fixes recorregudes "amb esclats expressius ocasionals de color i moviment dispersos per tot arreu". Jasper Sharp de Midnight Eye també va observar que les seves imatges, dissenyades per l'il·lustrador Kuni Fukai, s'assemblen a pintors modernistes i Art Nouveau com ara Gustav Klimt, Aubrey Beardsley, Odilon Redon, Alphonse Mucha, Egon Schiele i Félicien Rops. La producció de la pel·lícula va durar de 1967 a 1973. La pel·lícula va ser un fracàs comercial i va contribuir a la fallida de Mushi Pro a finals d'any. La pel·lícula es va presentar al 23è Festival Internacional de Cinema de Berlín.
La pel·lícula va tenir estrenes generals a alguns països europeus continentals, així com al Japó, i algunes projeccions puntuals als Estats Units, inclòs el 2009, i es va sotmetre a un Restauració digital 4K per a l'estrena en cinemes el maig de 2016. L'agost de 2016, Hat & Beard Press va publicar un llibre complementari que contenia il·lustracions, guions, fotografies de pel·lícules i entrevistes al personal.

La pintura de 1830 d'Eugène Delacroix La llibertat guiant el poble apareix al final de la pel·lícula.

La restauració es va projectar el 10 de juliol de 2015, en una vista prèvia a Japan Cuts, i després es va projectar el 24 de setembre a les Fantastic Fest a Austin abans del recorregut en sales que començarà el 6 de maig de 2016, a la ciutat de Nova York i San Francisco.
A causa de l'obscuritat de la pel·lícula, diverses fonts indiquen el seu temps d'execució entre 86 i 93 minuts. Cinelicious Pics va aclarir el maig de 2016 que la seva restauració de 86 minuts representava el temps d'execució correcte, dient que aquesta durada s'havia reduït aproximadament vuit minuts per a una reedició sense èxit al Japó el 1979 (amb l'addició del breu pla final de la pintura d'Eugène Delacroix La llibertat guiant el poble, que no estava a la versió original, però Cinelicious la va deixar a la versió restaurada). Cinelicious va restaurar el metratge censurat de l'única impressió de llançament de 35 mm de la versió completa al Cinematek de Bèlgica, que va acceptar fer una exploració en 4K de les seccions que faltaven de la seva impressió. Ha rebut crítiques generalment favorables dels crítics de cinema contemporanis.
Discotek Media va obtenir la llicència de la pel·lícula el 2023 i van estrenar la pel·lícula en Blu-ray 4K Ultra HD el 28 de maig de 2024.

## Recepció
Belladonna of Sadness té una puntuació d'aprovació del 90% al lloc web de l'agregador de ressenyes Rotten Tomatoes basat en 41 ressenyes, amb una puntuació mitjana de 7,80/10. El consens crític del lloc diu: "Belladonna of Sadness té un art visual brillant més que suficient per mantenir el públic encantat encara que l'abast narratiu de la pel·lícula supera lleugerament el seu abast". A Metacritic, la pel·lícula té una mitjana ponderada de 70 sobre 100 basat en 12 crítiques, que indiquen "crítiques generalment favorables".
El 2016, Charles Solomon del Los Angeles Times va ressenyar la pel·lícula, titllant-la de datada segons els estàndards actuals i dient que "sembla explotadora i misògina 43 anys després".